# Lytta michoacanae
Lytta michoacanae är en skalbaggsart som först beskrevs av Champion 1892.  Lytta michoacanae ingår i släktet Lytta och familjen oljebaggar. Inga underarter finns listade i Catalogue of Life.